# Vortex (Canada’s Wonderland)
Vortex in Canada’s Wonderland (Vaughan, Ontario, Kanada) ist eine Suspended-Stahlachterbahn vom Modell Suspended Coaster des Herstellers Arrow Dynamics, die am 12. Mai  1991 eröffnet wurde. Zurzeit ist sie, zusammen mit Ninja in Six Flags Magic Mountain, die schnellste Suspended-Achterbahn.
Der Streckenverlauf passt sich dem Gelände an. Dazu werden die Züge 27,7 m auf einen Berg hochgezogen. Bei der 25,9 m hohen Abfahrt, auf der die Züge eine Geschwindigkeit von 88,5 km/h erreichen, und in den Kurven schwingen die einzelnen Wagen zur Seite aus.

## Züge
Pro Zug besitzt Vortex sechs Wagen. In jedem Wagen können vier Personen (zwei Reihen à zwei Personen) Platz nehmen. Die Fahrgäste müssen mindestens 1,22 m groß sein, um mitfahren zu dürfen. Als Rückhaltesystem kommen Schulterbügel zum Einsatz. In der 2005er-Saison fuhren die Züge nur mit fünf Wagen.